# Behálózva – a hálózatok új tudománya
Barabási Albert László első valódi áttörést jelentő könyve, a Behálózva – a hálózatok új tudománya először angol nyelven, Linked: How Everything Is Connected to Everything Else and What It Means címmel jelent meg 2002-ben. A hálózati rendszerek egy új, forradalmi látásmódját közvetítő könyv hazánkban 2003-ban jelent meg a Magyar Könyvklub jóvoltából.

## Tartalom
A könyv, ahogy az eredeti címmel is utal rá a szerző, a hálózatok összetettségével foglalkozik, a tudomány, a kultúra, a mindennapi élet, szociológia vagy éppen a matematika tükrében. A könyv elsősorban laikusoknak íródott, nyelvezete könnyen érthető. A szerző szinte minden új fogalom vagy fejezet elővezetésekor szemléletes példákkal támasztja alá a mondanivalóját, melyek között számtalan magyar vonatkozás található. A könyv több máig is használatban lévő új fogalmat hozott be a hálózattudomány területére. Ezek között a leginkább ismert és kutatott, a skálafüggetlen hálózatok rendszere.

## Könyvről
A könyvet 13 nyelvre fordították le, és számos országban vezette a bestseller listákat. Könnyen érthető, laikusoknak (is) szóló stílusa és hangneme miatt nem csak a hálózatok tudománya iránt érdeklődők számára jelentett tanulási és szórakozási lehetőséget. Ugyan az író elsősorban fizikus, a Behálózva című kötetével számtalan tudományág kritikusai és kutatói előtt bizonyította fontosságát a tudományok 21. századi történetében. Az eredeti angol nyelvű kiadásban is magyarul szól az ajánlás: „Szüleimnek.”

## Magyar kiadások
- 1. kiadás: Behálózva: A  hálózatok új tudománya. Hogyan kapcsolódik minden egymáshoz, és mit jelent ez a tudományban, az üzleti és a mindennapi életben. Ford. Vicsek Mária. Budapest: Magyar Könyvklub. 2003.  ISBN 963-547-895-X
- 2. bővített, átdolgozott kiadás: Behálózva: A hálózatok új tudománya. [Budapest]: Helikon. 2008.  ISBN 978-963-227-141-5